# Ascalaphe et Ialmène
Pour les articles homonymes, voir Ascalaphe.
Dans la mythologie grecque, Ascalaphe et Ialmène (en grec ancien Ἀσκάλαφος καὶ Ἰάλμενος / Askálaphos kaì Iálmenos) sont deux frères, fils d'Arès et d'Astyoché, ou bien de Lycos et Pernis.
Ils règnent sur Orchomène et font partie des meneurs de la guerre de Troie, où ils conduisent trente nefs béotiennes d'Asplédon et d'Orchomène. Ascalaphe est tué au combat par Déiphobe tandis qu'Ialmène fera partie des guerriers présents dans le cheval de Troie. Selon Strabon, lors du retour de Troie, Ialmène conduit une troupe d'Orchoméniens qui colonisent la région du Pont.
Les deux frères sont aussi comptés parmi les Argonautes et les prétendants d'Hélène.